# Окупаторска подела Југославије у Другом светском рату
Окупацију и поделу Југославије у Другом светском рату (1941. године) извршиле су немачке, италијанске, бугарске и мађарске окупационе снаге. У складу са политиком Сила Осовине, Југославија је тада фактички ликвидирана као држава, иако је њено постојање и даље номинално било признато од стране тадашње међународне заједнице, а једини легитимни међународно признати представник Југославије била је Југословенска влада у изгнанству. Окупатори су, супротно међународном праву, у централним деловима земље формирали три државна протектората (марионетске државе) — Независну Државу Хрватску, Недићеву Србију и Независну Државу Црну Гору, у којима су југословенски народи задржали неки вид квази-државности у новом Хитлеровом поретку, док су периферни делови Југославије једноставно анектирани од стране суседних фашистичких држава - Немачке, Италије, Мађарске, Бугарске и Албаније (која је и сама била италијански протекторат). Након повлачења Бугарске из рата, створена је на кратко и Независна Држава Македонија.

## Протекторати (марионетске државе)

### Независна Држава Хрватска
Највећи део Југославије ушао је у састав Независне Државе Хрватске (НДХ), која је, иако третирана као независна држава од стране Сила Осовине, била под окупацијом немачких и италијанских трупа. У оквиру Независне Државе Хрватске нашао се већи део територије данашње Хрватске, територија Босне и Херцеговине и подручје Срема. На челу НДХ налазио се усташки режим са Антом Павелићем као поглавником. НДХ је имала сопствене оружане снаге које су се називале Хрватско домобранство, а била је призната као држава само од стране држава Сила Осовине и Шпаније. У административном смислу, НДХ је била подељена на 22 велике жупе. Капитулацијом Италије 1943. године, НДХ анектира и један део југословенског јадранског приморја, који је пре тога анектирала Италија. НДХ је постојала од окупације до ослобођења Југославије 1945. године. 1942. и 1943. године је на подручју НДХ постојала  партизанска територија позната под називом Бихаћка република. У њој је, у граду Бихаћу, одржано Прво заседање АВНОЈ-а, 26. новембра 1942. године.
- Административна подела НДХ (1941)
- Административна подела НДХ (1943)

### Недићева Србија
Немачко Подручје Војног заповедника у Србији формирано је на већем делу територије касније познате као Централна Србија, источном делу Војводине (Банат) и северном делу Косова (околина Косовске Митровице). Територија Србије је била окупирана од стране немачких трупа, а постојале су и две домаће оружане формације које су се називале Српска државна стража и Српски добровољачки корпус. Србијом је као врховна власт управљала немачка Војна Управа којој су биле подређене марионетске српске владе - првобитно Комесарска влада на челу са Миланом Аћимовићем, а потом Влада народног спаса на челу са Миланом Недићем. У ингеренцију српске владе је спадао и Банат, који је имао аутономију и у пракси је представљао територију са посебним статусом којом је управљала локална немачка национална мањина. Цивилни комесар Баната био је Јозеф Сеп Лап. У административном смислу, Србија је првобитно била подељена на бановине, а потом на 14 округа, међу којима је био и Банат (округ Велики Бечкерек). Марионетска држава Србија је постојала је све до ослобођења овог дела Југославије 1944. године. У југозападном делу Недићеве Србије је партизански покрет отпора 1941. године формирао краткотрајну Ужичку републику, коју су ликвидирале немачке и квислиншке трупе. Милан Недић је на састанку са Адолфом Хитлером 1943. године предложио проширење граница Србије, које би, поред Србије, обухватиле и Црну Гору, део Срема, делове Босне и Херцеговине и мањи део Хрватске (видети чланак: СвеСрбија). Хитлер је овај предлог одбио.
- Србија и Банат, 1941—1944.
- Административна подела Србије, 1941—1944.
- Ужичка република (1941)
- Предлог Милана Недића о проширењу граница Србије

### Црна Гора
Црна Гора је чинила протекторат фашистичке Италије. Протекторат је био под окупацијом италијанских трупа а обухватао је већи део данашње Црне Горе и западни део Санџака који је у саставу данашње Србије. У протекторату је био постављен италијански гувернер, док је локалне власти представљао црногорски премијер. Први премијер протектората Црне Горе био је Секула Дрљевић. Капитулацијом Италије 1943. године, Црну Гору окупирају немачке снаге и она тада од италијанског постаје немачки протекторат. Протекторат се укида ослобођењем овог дела Југославије крајем 1944. године.

## Анектиране територије

### Немачка анексија
Централни делови данашње Словеније окупирани су од стране немачких трупа и директно прикључени Немачком Рајху, где су у административном смислу подељени између покрајина Корушке и Штајерске. За разлику од дела Словеније који је окупирала Италија, Словенци који су живели на подручју под немачком окупацијом били су у политичком смислу потпуно обесправљени. Ова територија ће бити ослобођена окупације 1945. године, после чега улази у састав новоформиране Народне Републике Словеније.

### Италијанска анексија
Фашистичка Италија је директно анектирала неколико делова Југославије:
- 1. У западном делу данашње Словеније формирана је, као део фашистичке Италије, Љубљанска покрајина, са административним центром у Љубљани. Иако је покрајина третирана као интегрални део фашистичке Италије, њен статус је био нешто другачији него код осталих италијанских покрајина, с обзиром да је третирана као Corpus separatum, а уживала је и одређени степен самоуправе. За разлику од дела Словеније под немачком окупацијом, Словенци у Љубљанској покрајини су уживали извесне политичке слободе и учествовали су у локалној власти. Италијански окупатори нису укинули ни већину словеначких културних и образовних институција од националног значаја, као што су Универзитет у Љубљани и Академија наука и уметности. Капитулацијом Италије 1943. године, Љубљанску покрајину окупирају немачке трупе и она формално постаје део немачког управног дистрикта под називом Оперативна зона јадранског приморја, у саставу новоформиране Италијанске Социјалне Републике. За време немачке окупације у Љубљанској покрајини су формиране оружане снаге које су се називале словеначко домобранство (на словеначком: slovensko domobranstvo), на чијем челу је био словеначки генерал Лав Рупник. Подручје Љубљанске покрајине ослобођено је од окупације 1945. године, после чега улази у састав новоформиране Народне Републике Словеније.
- 2. Мањи део Југославије који је анектирала фашистичка Италија прикључен је италијанској Ријечкој покрајини. Ово подручје је укључивало ширу околину града Ријеке (који је пре Другог светског рата био у саставу Италије), острво Крк, острво Раб, као и нека мања суседна острва. Капитулацијом Италије 1943. године, Ријечку покрајину окупирају немачке трупе и она формално постаје део немачког управног дистрикта под називом Оперативна зона јадранског приморја, у саставу новоформиране Италијанске Социјалне Републике. Подручје је ослобођено од окупације 1945. године.
- 3. Већи део југословенског приморја који је анектирала фашистичка Италија укључен је у састав италијанског Гувернатората Далмације, који је обухватао северне делове Далмације, нека јадранска острва и Боку Которску. Гувернорат се у административном смислу делио на три покрајине: Задар, Сплит и Котор. У јесен 1941. године, гувернорату Далмације прикључена су и острва Паг, Брач и Хвар, која су првобитно припала Независној Држави Хрватској. Капитулацијом Италије 1943. године, већи део гувернората Далмације постаје део Независне Државе Хрватске, док мањи део (Задар, Ластово, Бока Которска) постаје део немачког управног дистрикта под називом Оперативна зона јадранског приморја, у саставу новоформиране Италијанске Социјалне Републике. Подручје је ослобођено од окупације 1944. године.

- Љубљанска покрајина и Ријечка покрајина (1941—1943)
- Гувернорат Далмације (1941—1943)

### Мађарска анексија
Мађарска је окупирала и анектирала северне делове Југославије, укључујући Бачку, Барању, Међумурје и Прекомурје. Југословенска Бачка је административно спојена са северним, мађарским, делом Бачке и на том подручју је формирана Бачко-бодрошка жупанија са административним центром у Сомбору. Барања је прикључена мађарској Барањској жупанији, док су Међумурје и Прекомурје прикључени мађарским жупанијама Зала и Ваш. Бачка и Барања су ослобођене окупације 1944. године, док су Међумурје и Прекомурје ослобођени 1945. године.
- Територијално проширење Мађарске у Другом светском рату
- Административна подела Мађарске (1941—1944)

### Бугарска анексија
Бугарска је окупирала и анектирала југоисточне делове Југославије, укључујући централну и источну Македонију, јужно Косово и југоисточне делове територије касније познате као Централна Србија. На окупираним подручјима формиране су Скопска и Битољска покрајина, које су обухватале и највећи део окупиране територије. Мањи окупирани делови југоисточне Централне Србије прикључени су покрајинама Софија и Враца. На подручју окупиране Македоније су забележена и два покушаја стварања македонске државе. Први покушај збио се 1943. године, када је на подручју егејске Македоније проглашено Велико Војводство Македонија са центром у Костуру, али је оно ликвидирано од стране немачких трупа. Други покушај се збио у септембру 1944. године, када Совјетски Савез врши инвазију на Бугарску, а бугарске трупе се повлаче са дела југословенске територије који су окупирале, да би на њихово место дошле немачке окупационе снаге. За време немачке окупације Македоније, проглашена је краткотрајна Независна Држава Македонија са центром у Скопљу, која је функционисала све до ослобођења у новембру 1944.
- Територијално проширење Бугарске у Другом светском рату
- Административна подела Бугарске у Другом светском рату
- Окупација Македоније у Другом светском рату

### Албанска анексија
За разлику од делова Југославије које је анектирала директно, Италија је југословенска подручја у суседству свог протектората Албаније анектирала као саставне делове овог протектората. Албанији су тада прикључени западни делови Македоније, источни делови Црне Горе, као и највећи део Косова. После капитулације Италије 1943. године, Албанију окупирају немачке трупе, а Немачка тада третира Албанију као номинално независну земљу. Југословенске територије анектиране од стране Албаније ослобођене су 1944. године.
- Територијално проширење Албаније у Другом светском рату
- Подела Косова у Другом светском рату

## Легалитет окупаторске поделе
Окупаторску поделу Југославије признале су државе Сила Осовине, које у то време нису биле чланице међународне заједнице (Лиге народа), а неке од њих су и саме учествовале у окупацији земље. Међународна заједница окупацију и поделу Југославије није признала и третирала је Југословенску владу у изгнанству као јединог легитимног представника Југославије. После пораза Сила Осовине и ослобођења земље, Југославија је и фактички обновљена у својим признатим границама, а добила је и делимично територијално проширење на западу.